# Barleria dulcis
Barleria dulcis är en akantusväxtart som beskrevs av Raymond Benoist. Barleria dulcis ingår i släktet Barleria och familjen akantusväxter. Inga underarter finns listade i Catalogue of Life.